# Complications
Complications ist eine US-amerikanische Fernsehserie, welche am 18. Juni 2015 ihre Premiere beim Sender USA Network feierte. Ende August 2015 gab der ausstrahlende Sender bekannt, dass man aufgrund unverhältnismäßig schwacher Einschaltquoten, keine zweite Staffel der Serie ordern wird.
Die deutschsprachige Erstausstrahlung der Serie erfolgte ab 27. Juli 2018 beim Bezahlfernsehsender Sat.1 Emotions in Doppelfolgen.

## Inhalt
Ein erschöpfter und desillusionierter Vorstadt-Notarzt wird Zeuge eines Schusswechsels verfeindeter Gangs, bei welchem ein kleiner Junge fast sein Leben verliert. Während er den Jungen verarztet, ist er dazu genötigt, eines der ihn angreifenden Gang-Mitglieder mit einer aufgefundenen Schusswaffe zu töten. Diese Handlung, von einigen als Heldentat betrachtet, führt zu unerwarteten Komplikationen in seinem persönlichen und beruflichen Leben und zwingt ihn, seine medizinische Verantwortung und die Fürsorge für seine Patienten auch in unkonventionellen Situationen konsequent beizubehalten.

## Darsteller
- Jason O’Mara als Dr. John Ellison
- Jessica Szohr als Gretchen Polk, eine Krankenschwester
- Beth Riesgraf als Samantha Ellison, Johns Ehefrau
- Lauren Stamile als Dr. Bridget O’Neil, eine Kollegin von John